# Олимпия дьо Гуж
Олѝмпия дьо Гуж (на френски: Olympe de Gouges – Олѝмп дьо Гуж), родена като Марѝ Гуз (на френски: Marie Gouze), е френска писателка и публицистка от края на XVIII век, политическа активистка и феминистка, авторка на „Декларация за правата на жената и гражданката“.

## Биография

### Произход и младежки години
Ражда се на 7 май 1748 г. в Монтобан в семейството на месар, но „цял Монтобан знаел“, че истинският ѝ баща е поетът Жан-Жак Льофран маркиз дьо Попинян, известен с полемиката си с Волтер. През 1765 г. я омъжват за интендантския доставчик Луи Обри, когото тя не обичала и който не притежавал нито богатство, нито капка благородно излъчване. Тя казва: „бях принесена в жертва без абсолютно никакъв смисъл, който поне би могъл да компенсира отвращението, което чувствах към този човек“. Съпругът ѝ приключва земния си път само след година, оставяйки я сама с новородения ѝ син Пиер.
През 1770 г. тя се премества в Париж, където започва да се представя като Олимпия дьо Гуж. През 1773 г. се свързва с богатия чиновник Жак Бетри дьо Розер, връзката с когото е прекъсната само от Революцията. Благодарение на неговата финансова поддръжка Дьо Гуж успява да води „аристократичен“ начин на живот: влиза в най-изискваните салони, а от 1774 г. вече фигурира в справочника на знатните особи на Париж. В парижките салони се запознава с писателите Лагарп, Мерсие, Шамфор, публициста Брисо, философа и математик Никола дьо Кондорсе – бъдещия лидер на жирондистите.

### Писателска и обществена дейност
По същото време Дьо Гуж започва самостоятелна писателско-публицистична дейност. През 1784 г. пише аболиционистката драма „Замора и Мирза или Щастливото корабокрушение“, която публикува през 1788 г. заедно с приложеното есе „Размисли за негрите“. След тяхната публикация писателската е приета в Обществото на приятелите на негрите. През декември 1789 г. драмата е поставена в „Комеди Франсез“ под името „Робството на негрите“, но е снета след 3 представления. През 1790 г. пише друга аболиционистка пиеса – „Пазар за негри“.
Дьо Гуж посреща много възторжено революцията. Сближава се с кръга от хора, които впоследствие ще образуват партията на жирондистите, влиза в „Социалния кръжок“ на Софи дьо Кондорсе.
В публикациите си от революционните години писателката се застъпва за равноправието на жените, като особено се прославя с програмното съчинение „Декларация за правата на жената и гражданката“. Знаменити стават нейните думи, че „щом жената може да се качва на ешафода, тя може да се качва и на трибуната“. Тя е сред първите, които призовават за установяване на правото на развод (и то впоследствие било застъпено от жирондистите), а също за отмяната на църковния брак и замяната му с граждански договор. Настоява за съблюдаване на правата на незаконнородените деца, за създаването на родилни домове, на държавни работилници за безработните и за приюти за бездомните.
След свалянето на монархията Дьо Гуж се изявява като последователен противник на терора. Тя категорично осъжда септемврийските кланета, написвайки, че „кръвта, дори на виновните, пролята с жестокост и невъздържаност, завинаги ще опетни Революцията“. Яростно обвинява Жан-Пол Марат като инициатор на циркуляра от 3 септември, призоваващ за незабавно избиване на всички затворници във Франция. Тя се обявява в защита на Луи XVI по време на съдебния процес срещу него и дори предлага помощта си на неговия адвокат.

### Памфлетът „Три урни“, арестът и екзекуцията
През лятото на 1793 г. скоро след изгонването на жирондистите от Конвента и установяването на якобинска диктатура, публикува политическия памфлет „Три урни или Спасението на отечеството от въздушни пътешественици“, в който призовава за провеждането на плебисцит, където народът сам да си каже думата какъв държавен строй предпочита: единна неделима република (според проекта на якобинците), федеративна република (според проекта на жирондистите) или конституционна монархия (според проекта на фьойаните).
След излизането на памфлета е арестувана на 6 август като контрареволюционерка. По време на обиска якобинците не успяват да намерят в квартирата ѝ никакви книжа, но писателката сама им показва мястото, където е скрит нейният архив. Считала е, че революционното съдържание на ръкописите ѝ е достатъчно свидетелство за нейната невинност, обаче обвинението се хваща за току-що започнатата пиеса „Спасената Франция или свалянето на злодеите от трона“, посветена на свалянето на монархията. В краткия откъс, който изтъкват като доказателство срещу нея, се появява една от главните ѝ героини Мария-Антоанета, която по-нататък в пиесата ще замисля всевъзможни интриги срещу френския народ, което е напълно достатъчно на обвинението да направи заключението, че с изобразяването на свалената кралица се цели да се предизвика съчувствие към тази злодейка. Въпреки че има право по закон, Дьо Гуж е лишена от възможността да има свой адвокат – трибуналът заявява, че тя е напълно в състояние сама да се защитава.
Намирайки се в затвора, Дьо Гуж с помощта на приятели успява да публикува последните си произведения: „Олимпия дьо Гуж пред революционния трибунал“, където разказва подробности за своя арест и за процеса, и „Преследването на патриотите“, в който решително осъжда терора.
Трибуналът съвсем очаквано я праща на ешафода. Очевидци, присъствали на последните ѝ минути, отбелязват самообладанието и куража, с които тя посрещнала екзекуцията. Последните ѝ думи били: „Децата на отечеството ще отмъстят за мене“.

## Памет
През 1987 г. Женевиев Шовел посвещава романа „Олимпия“ на живота и дейността на именитата писателка. През 1989 г. американско-корейският художник Нам Джун Пайк създава в нейна чест мащабна композиция. През 2006 г. парижки площад е преименуван „Олимпия дьо Гуж“. Нейното име носят също няколко училища в градове на Франция (Монпелие, Рен, Тулуза), театърът в Монтобан и др.

### Произведения за театър
- Zamore et Mirza ou l'Esclavage des Noirs, ou l'Heureux naufrage, 1784.
- Le Mariage inattendu de Chérubin, Séville et Paris, Cailleau, 1786.
- L'Homme généreux, Paris, chez l’auteur, Knapen et fils, 1786.
- Le Philosophe corrigé ou le cocu supposé, Paris, 1787.
- Molière chez Ninon, ou le siècle des grands hommes , 1788.
- Bienfaisance, ou la bonne mère suivi de La bienfaisance récompensée, 1788.
- Œuvres de Madame de Gouges, dédié à Monseigneur le duc d'Orléans, 2 volumes, Paris, chez l’auteur et Cailleau, (février) 1788 (recueil des premières pièces imprimées avec préfaces et postfaces, dont Zamore et Mirza et Réflexions sur les hommes nègres).
- Œuvres de Madame de Gouges, dédié à Monseigneur le prince de Condé, 1 volume, Paris, chez l'auteur et Cailleau, septembre 1788.
- Le Marché des Noirs, manuscrit déposé et lu à la Comédie-Française, 1790.
- Le Nouveau Tartuffe, ou l'école des jeunes gens, manuscrit déposé et lu à la Comédie-Française, 1790.
- Les Démocrates et les aristocrates, ou les curieux du champ de Mars, 1790.
- La Nécessité du divorce, manuscrit conservé à la Bibliothèque nationale, 1790.
- Le Couvent, ou les vœux forcés Paris, veuve Duchesne, veuve Bailly et marchands de nouveautés, octobre 1790.
- Mirabeau aux Champs Élysées, Paris, Garnery, 1791.
- L’Esclavage des Noirs, ou l'heureux naufrage, Paris, veuve Duchesne, veuve Bailly et les marchands de nouveautés, 1792.
- La France sauvée, ou le tyran détrôné, manuscrit, 1792.
- L'Entrée de Dumouriez à Bruxelles, ou les vivandiers, 1793.

### Политически текстове (брошури, афиши, статии, речи, писма)
- Réflexions sur les hommes nègres, 1788.
- Lettre au Peuple ou projet d’une caisse patriotique, par une citoyenne, septembre 1788.
- Remarques patriotiques par la Citoyenne auteur de la Lettre au peuple, Paris, décembre 1788.
- Le Bonheur primitif de l’homme, ou les rêveries patriotiques, Amsterdam et Paris, Royer, 1789.
- Dialogue allégorique entre la France et la Vérité', dédié aux États Généraux, (avril) 1789.
- Le Cri du sage, par une femme, Paris, (mai) 1789.
- Avis pressant, ou Réponse à mes calomniateurs, Paris, (mai) 1789.
- Pour sauver la patrie, il faut respecter les trois ordres, c’est le seul moyen de conciliation qui nous reste, Paris, juin 1789.
- Mes vœux sont remplis, ou Le don patriotique, par Madame de Gouges, dédié aux États généraux, Paris, juin 1789.
- Discours de l’aveugle aux Français, par Madame de Gouges, Paris, 24 juin 1789.
- Lettre à Monseigneur le duc d’Orléans, premier prince du sang, Paris, juillet 1789.
- Séance royale. Motion de Mgr le duc d’Orléans, ou Les songes patriotiques, dédié à Mgr le duc d’Orléans, par Madame de Gouges, 11 juillet 1789.
- L’Ordre national, ou le comte d’Artois inspiré par Mentor, dédié aux États généraux, Paris, juillet-août 1789.
- Lettre aux représentants de la Nation, Paris, L. Jorry, (septembre) 1789 (« Le jour n’est pas plus pur que le fond de mon cœur »).
- Action héroïque d’une Française, ou la France sauvée par les femmes, par Mme de G…, Paris, 10 septembre 1789.
- Le Contre-poison, avis aux citoyens de Versailles, Paris, octobre 1789.
- Lettre aux rédacteurs de la Chronique de Paris, 20 décembre 1789.
- Réponse au Champion américain, ou Colon très aisé à connaître, Paris, 18 janvier 1790.
- Lettre aux littérateurs français, par Madame de Gouges, Paris, février 1790.
- Les Comédiens démasqués, ou Madame de Gouges ruinée par la Comédie française pour se faire jouer, Paris, 1790.
- Départ de M. Necker et de Mme de Gouges, ou Les adieux de Mme de Gouges aux Français, Paris, 24 avril 1790.
- Projet sur la formation d’un tribunal populaire et suprême en matière criminelle, présenté par Mme de Gouges le 26 mai 1790 à l’Assemblée nationale, Paris, Patriote français, 1790.
- Bouquet national dédié à Henri IV, pour sa fête, Paris, juillet 1790.
- Œuvres de Madame de Gouges, Paris, 1790 (recueil factice des écrits politiques de 1788 à 1790).
- Le Tombeau de Mirabeau, avril 1791.
- Adresse au roi, adresse à la reine, adresse au prince de Condé, Observations à M. Duveyrier sur sa fameuse ambassade, par Mme de Gouges, Paris, (mai) 1791.
- Sera-t-il roi ne le sera-t-il pas ?, par Madame de Gouges Paris, juin 1791.
- Observations sur les étrangers, juillet 1791.
- Repentir de Madame de Gouges, Paris, lundi 5 septembre 1791.
- Les Droits de la femme. À la reine, signé « de Gouges ». Déclaration des droits de la femme et de la citoyenne, septembre 1791.
- Le Prince philosophe (conte oriental), Paris, Briand, 1792.
- Le Bon Sens du Français, 17 février 1792.
- Lettre aux rédacteurs du Thermomètre du Jour, 1 mars 1792.
- L’Esprit français ou problème à résoudre sur le labyrinthe de divers complots, par madame de Gouges, Paris, veuve Duchesne, 22 mars 1792.
- Le Bon Sens français, ou L’apologie des vrais nobles, dédié aux Jacobins, Paris, 15 avril 1792.
- Grande éclipse du soleil jacobiniste et de la lune feuillantine, pour la fin d’avril ou dans le courant du mois de mai, par la LIBERTE, l’an IVe de son nom, dédié à la Terre (avril) 1792.
- Lettre aux Français, avril 1792.
- Lettres à la reine, aux généraux de l’armée, aux amis de la constitution et aux Française citoyennes. Description de la fête du 3 juin, par Marie-Olympe de Gouges, Paris, société typographique aux Jacobins Saint-Honoré, juin 1792.
- Œuvres de Madame de Gouges, 2 vol., Paris, veuve Duchesne (textes et théâtre politiques de 1791 et 1792).
- Pacte national par marie-Olympe de Gouges, adressé à l’Assemblée nationale 5 juillet 1792.
- Lettre au Moniteur sur la mort de Gouvion, 15 juillet 1792.
- Aux Fédérés, 22 juillet 1792.
- Le Cri de l’innocence (septembre) 1792.
- La Fierté de l’innocence, ou le Silence du véritable patriotisme, par Marie-Olympe de Gouges (septembre) 1792.
- Les Fantômes de l’opinion publique. L’esprit qu’on veut avoir gâte celui qu’on a, Paris, (octobre) 1792.
- Réponse à la justification de Maximilien Robespierre, adressé à Jérôme Pétion, par Olympe de Gouges, novembre 1792.
- Pronostic sur Maximilien Robespierre, par un animal amphibie (signé « Polyme »), 5 novembre 1792.
- Correspondance de la Cour. Compte moral rendu et dernier mot à mes chers amis, par Olympe de Gouges, à la Convention nationale et au peuple, sur une dénonciation faite contre son civisme aux Jacobins par le sieur Bourdon, Paris, novembre 1792.
- Mon dernier mot à mes chers amis, décembre 1792.
- Olympe de Gouges défenseur officieux de Louis Capet, de l’imprimerie de Valade fils aîné, rue Jean-Jacques Rousseau, 16 décembre 1792.
- Adresse au don Quichotte du Nord, par Marie-Olympe de Gouges, Paris, Imprimerie nationale, 1792.
- Arrêt de mort que présente Olympe de Gouges contre Louis Capet[11], Paris, 18 janvier 1793.
- Complots dévoilés des sociétaires du prétendu théâtre de la République, Paris, janvier 1793.
- Olympe de Gouges à Dumouriez, général des armées de la République française, Paris, 22 janvier 1793.
- Avis pressant à la Convention, par une vraie républicaine, Paris, 20 mars 1793.
- Testament politique d’Olympe de Gouges, 4 juin 1793[12].
- Œuvres de Madame de Gouges, 2 volumes, Paris, 1793 (écrits politiques de 1792 et 1793).
- Les Trois Urnes, par un voyageur aérien[13], (19 juillet) 1793.
- Olympe de Gouges au Tribunal révolutionnaire, paru dans la première quinzaine d'août 1793.
- Une patriote persécutée, à la Convention nationale, signé « Olympe de Gouges », 21 septembre 1793.